# Count Basie
William Basie (Red Bank, 21 de agosto de 1904 - Hollywood, Florida, 26 de abril de 1984), conocido como Count Basie (Es decir, en español el Conde Basie), fue un director de big band y pianista estadounidense de jazz. 
Se trata de uno de los músicos de jazz más populares de la historia, vinculado, prácticamente durante cincuenta años, a la dirección de una big band de importante influencia en determinados registros estilísticos del jazz asociados, principalmente, al swing y a su corriente más tradicional.

## Biografía
Hijo de padres músicos (su padre, Harvie Basie, tocaba el melófono y su madre, Lillian (Childs) Basie, era pianista), recibió de ella sus primeras lecciones, así como de los pianistas de stride de Harlem, especialmente de Fats Waller. 
Su primer trabajo profesional consistió en acompañar a intérpretes de vodevil y en formar parte de un grupo musical que se formó en Kansas City en 1927. Tras trabajar también en una productora de películas mudas, se unió a los Walter Page's Blue Devils en julio de 1928. El vocalista del grupo era Jimmy Rushing. 
Basie abandonó la banda a comienzos de 1929 para tocar con otras orquestas, entre las que estaba la liderada por Bennie Moten. Tras la muerte de este, en 1935, Basie trabajó durante un tiempo como solista antes de formar su propia orquesta inicialmente llamada Barons of Rhythm, a la que se incorporaron muchos antiguos miembros de la banda de Moten como Walter Page (bajo), Freddie Green (guitarra), Challotito Alvarado (batería) y Lester Young (saxofón tenor). Jimmy Rushing se convirtió en el cantante. El conjunto consiguió establecerse en el Reno Club de Kansas City y empezó a darse a conocer a través de la radio.
El periodista y productor John Hammond, tras escucharles, les recomendó a varios agentes y compañías discográficas. Como resultado de ello, la orquesta se marchó de Kansas en 1936 y firmó un contrato con el Grand Terrace de Chicago, tras lo cual le siguieron conciertos en Buffalo y Roseland en Nueva York. Su primera grabación fue en Decca Records en enero de 1937. Regresó a Chicago y luego al Ritz Carlton Hotel en Boston. Su grabación de "One O'Clock Jump" se convirtió en su primer tema en las listas de éxitos en septiembre de 1937; más tarde, tras convertirse en su tema más popular, fue incorporado al Grammy Hall of Fame.
El regreso de Basie a Nueva York tuvo lugar en 1938 en el club the Famous Door, que constituyó todo un éxito para la orquesta. En el invierno de ese año, "Stop Beatin' Round the Mulberry Bush", cantado por Rushing, entró en el Top Ten de los éxitos.
A comienzos de 1939 estuvo en Chicago, tras cambiar de compañía discográfica (de Decca a Columbia Records), y luego se marchó a la Costa Oeste.
A comienzos de los cuarenta realizó extensas giras por el país, que duraron hasta la entrada de Estados Unidos en la Segunda Guerra Mundial en diciembre de 1941, a partir de la cual los movimientos se redujeron. 
Durante su estancia en la costa oeste participó con su orquesta en cinco películas, todas ellas realizadas en 1943: Hit Parade of 1943, Reveille with Beverly, Stage Door Canteen, Top Man y Crazy House. Obtuvo también numerosos éxitos musicales tanto en el ámbito del pop como del rhythm and blues: "I Didn't Know About You", "Red Bank Blues", "Rusty Dusty Blues", "Jimmy's Blues" y "Blue Skies".
Tras cambiar otra vez de discográfica, a RCA Victor Records, en 1947 obtuvo varios éxitos con temas como "Free Eats", "I Ain't Mad at You (You Ain't Mad at Me)", "One O'Clock Boogie", "Open the Door, Richard!", etc.
A finales de los cuarenta deshizo su orquesta en un contexto de declive general para las big bands y se decidió durante un tiempo por grupos pequeños. En 1952, sin embargo, volvió a formar una big band con vistas a la realización de giras fuera del país: en 1954, el mismo año en que se le uniría el cantante Joe Williams (que estaría con él hasta 1960), tocó, por ejemplo, en Escandinavia. 
Con Williams publica en 1955 uno de sus títulos más renombrados, Count Basie Swings - Joe Williams Sings (Clef Records), del que el tema "Every Day (I Have the Blues)" obtendría un formidable éxito alcanzando los más altos puestos en las listas y entrando en el Grammy Hall of Fame. Tuvo también un gran éxito en 1956 su versión instrumental de "April in Paris".
Entre finales de los años cincuenta y primeros sesenta consiguió diversos premios y nominaciones en los Grammy. En 1962, Basie firmó con la nueva compañía de Sinatra, Reprise Records, y grabó con él Sinatra-Basie que entró en la lista de los Top Five a comienzos de 1963.
Todos estos éxitos populares alejaron a Basie del jazz a lo largo de toda la década de los sesenta; sin embargo, a finales de la misma retomó el género con distintos discos con cantantes como Ella Fitzgerald (Ella and Basie!, 1963); otra vez Sinatra (It Might as Well Be Swing, 1964); Sammy Davis, Jr. (Our Shining Hour, 1965); the Mills Brothers (The Board of Directors, 1968); y Jackie Wilson (Manufacturers of Soul, 1968).
Desde comienzos de los setenta empezó a realizar giras fuera y dentro de su país y firmó con la compañía Pablo Records en la que estaría hasta el final de su vida y con la que grabaría una amplia variedad de discos que alcanzaron múltiples premios y nominaciones en los Grammy.
Hacia mediados de los años setenta su salud empezó a deteriorarse, tras sufrir un ataque al corazón en 1976. Murió de cáncer de páncreas en Hollywood, Florida en 1984.

## Selección discográfica
- Count Basie Sextet (1954, Clef)

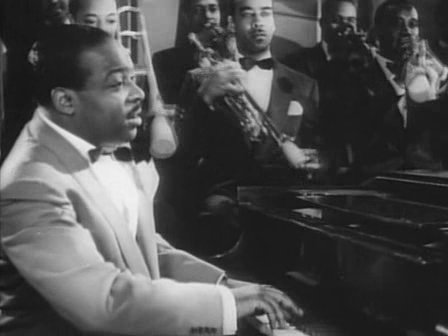
Count Basie, escena de la película Tres días de amor y fe (1943).

- Count Basie and the Kansas City 7 (1962, Impulse!)
- Basie Swingin' Voices Singin' (1966, EMI)
- Afrique (1971, BMG International)
- Loose Walk (con Roy Eldridge) (1972, Pablo)
- Basie Jam (1973, Pablo)
- The Bosses (with Big Joe Turner) (1973)
- For the First Time (1974, Pablo)
- Satch and Josh (con Oscar Peterson)
- Basie & Zoot (con Zoot Sims) (1975, Pablo)
- For the Second Time (1975, Pablo)
- Basie Jam 2 (1976, Pablo)
- Basie Jam 3 (1976, Pablo)
- Kansas City 5 (1977, Pablo)
- The Gifted Ones (with Dizzy Gillespie) (1977, Pablo)
- Basie Jam: Montreux '77 (live) (1977, Pablo)
- Satch and Josh...Again (with Oscar Peterson) (1977, Pablo)
- Night Rider (con Oscar Peterson) (1978, Pablo)
- Count Basie Meets Oscar Peterson – The Timekeepers (with Oscar Peterson) (1978, Pablo)
- Yessir, That's My Baby (con Oscar Peterson) (1978, Pablo)
- Kansas City 8: Get Together (1979, Pablo)
- Kansas City 7 (1980, Pablo)
- Kansas City 6 (1981, Pablo)
- Mostly Blues...and Some Others (1983, Pablo)